# Genting SkyWorlds
Genting SkyWorlds est un parc à thème en construction à Genting Highlands (Resorts World Genting), en Malaisie, dont l'ouverture est prévue le 8 février 2022. Il devait être le premier parc d'attractions de la 20th Century Studios dans le monde.

## Histoire
Le 26 juillet 2013, Resorts World Genting annonce un partenariat avec 20th Century Fox pour la construction d'un parc d'attractions de 1 milliard de RM. Il remplace un ancien parc à thème extérieur, qui fait partie de Resorts World Genting et situé au sommet d'une région connue sous le nom de Genting Highlands,.
La cérémonie du 17 décembre 2013, qui devait commémorer la pose de la première pierre, a réuni des dirigeants de la Fox et de Genting Group. Resorts World Genting a souligné lors de cet événement qu'il avait augmenté son investissement de 125 millions de dollars à plus de 300 millions de dollars.
Les analystes de la 20th Century Fox déclare en Novembre 2016 que le parc pourrait ouvrir à la fin du premier trimestre de 2018. Son ouverture était envisagée pour 2019.
Le 26 novembre 2018, le conglomérat malaisien Genting attaque en justice aux États-Unis les sociétés Disney et 20th Century Fox en raison de démarches de la part de la Fox pour renégocier puis stopper le contrat pour vice de forme du parc 20th Century Fox World et demande 1 milliard d'USD d'indemnités avec pour motif le souhait de Disney de ne pas être associé au groupe de casinos,,,. Il faut savoir que Genting souhaite élargir son implantation aux États-Unis avec des projets de Resorts World à Las Vegas et Miami tandis que Disney au travers de sa filiale Disney Worldwide Services a fait campagne pour restreindre les casinos en Floride, en raison de l'impact sur ses parcs à thèmes. Depuis le projet de parc dont l'ouverture était imminente a été stoppé. 
Le 23 janvier 2019, la Fox contre attaque Genting dans le dossier du parc malaisien 20th Century Fox World et demande 46 millions d'USD pour non respect ou mauvais usage des propriétés intellectuelles donnant des exemples de bâtiments trop grands, de parades dans des espaces exigus ou l'absence d'évacuation,. Le 25 juillet 2019, Fox, Disney et Genting parviennent à un accord dans le procès concernent le parc 20th Century Fox World,.
Le nom est alors changé en Genting SkyWorlds.

## Le parc
Le parc aura une superficie de 25 hectares et comportera environ 25 attractions basés sur des films et des franchises comme Rio, L'Age de Glace, L'Odyssée de Pi, la Nuit au Musée, La Planète des Singes, Alien vs. Predator et Titanic. L'accord passé en juillet 2019 pour mettre fin à un procès permet à Genting d'utiliser les licences de la Fox ainsi que d'autres mais pas le nom Fox World".

### Montagnes russes
- Acorn Adventure, train de la mine de Beijing Shibaolai Amusement Equipment (2022)
- Mad Ramp Peak, montagnes russes en duel de Dynamic Attractions (2022)
- Samba Gliders, montagnes russes à véhicules suspendus de Setpoint (2022)

### Autres attractions
- Alpha Fighter Pilots, Air Race de Zamperla (2022)
- Bigweld's Zeppelins, manège d'avions (2022)
- Blue Sky Carousel, carrousel (2022)
- Epic Hummingbird Flyers, manège d'avions (2022)
- Epic Voyage to Moonhaven, bûches/parcours scénique (2022)
- ESD Global Defender, Aerobat de Technical Park (2022)
- Ice Age: Expedition Thin Ice, parcours scénique de Oceaneering International (2022)
- Invasion of the Planet of the Apes, parcours scénique 3D de Oceaneering International (2022)
- Independence Day: Defiance, Flying theater de Dynamic Attractions (2022)
- Mammoth Fun Zone, aire de jeu
- Night at the Museum: Midnight Mayhem, parcours scénique interactif de ETF Ride Systems (2022)
- Rio Carnaval Chaos!, Demolition Derby de Zamperla (2022)
- Rivet Town Roller, Unicoaster de Chance Rides (2022)
- Sid's Rock 'N' Slide, Rockin'Tug (2022)
- Terraform Tower Challenge,  Combo Tower de S&S - Sansei Technologies (2022)